# Geraldo Nascimento

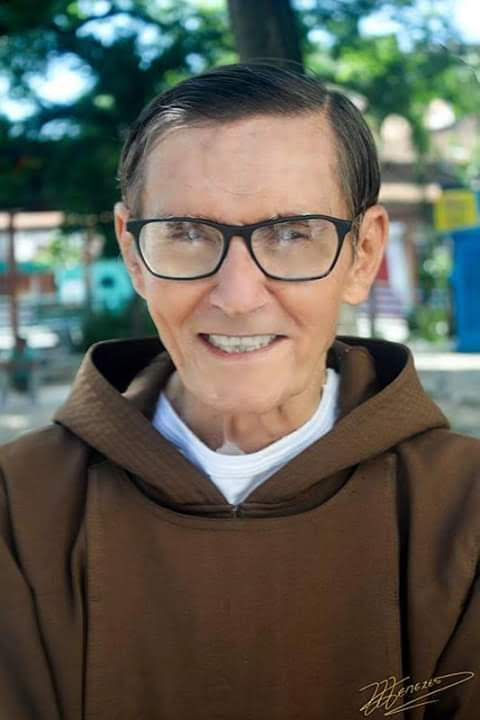
Geraldo Nascimento, 2020

Geraldo Nascimento OFMCap (* 18. Mai 1936 in Senador Pompeu; † 6. November 2022 in Juazeiro do Norte) war ein brasilianischer Ordensgeistlicher und Weihbischof in Fortaleza.

## Leben
Geraldo Nascimento trat nach dem Studium am Salesianerkolleg in Baturité und am Maristenkolleg von Ceará in Fortaleza als Postulant in die Ordensgemeinschaft der Kapuziner ein. Im Jahr 1959 begann er sein Noviziatsjahr in Guaramiranga, wo er am 28. Dezember 1960 seine ersten Gelübde ablegte. Er empfing am 29. Juni 1967  die Priesterweihe durch José Medeiros Delgado, Erzbischof von Fortaleza und absolvierte danach ein weiteres Studium der Theologie und Philosophie und wurde 1968 Direktor und Lehrer.
Papst Johannes Paul II. ernannte ihn am 10. September 1982 zum Weihbischof in Fortaleza und Titularbischof von Zama Major. Der Erzbischof von Fortaleza, Aloísio Kardinal Lorscheider OFM, spendete ihm am 22. Dezember desselben Jahres die Bischofsweihe; Mitkonsekratoren waren Manuel Edmilson da Cruz, Weihbischof in Fortaleza, und Timóteo Francisco Nemésio Pereira Cordeiro OFMCap, Bischof von Tianguá.
Papst Benedikt XVI. nahm am 22. Januar 1997 seinen gesundheitsbedingten Rücktritt im Alter von 60 Jahren an.
Seit 2016 war er Mitglied der Kapuzinergemeinschaft von Juazeiro do Norte und übte die Funktion des Beichtvaters im Heiligtum von São Francisco das Chagas aus. Er starb am 6. November 2022 in Juazeiro do Norte im Alter von 86 Jahren.